# فتح سیسیل توسط مسلمانان

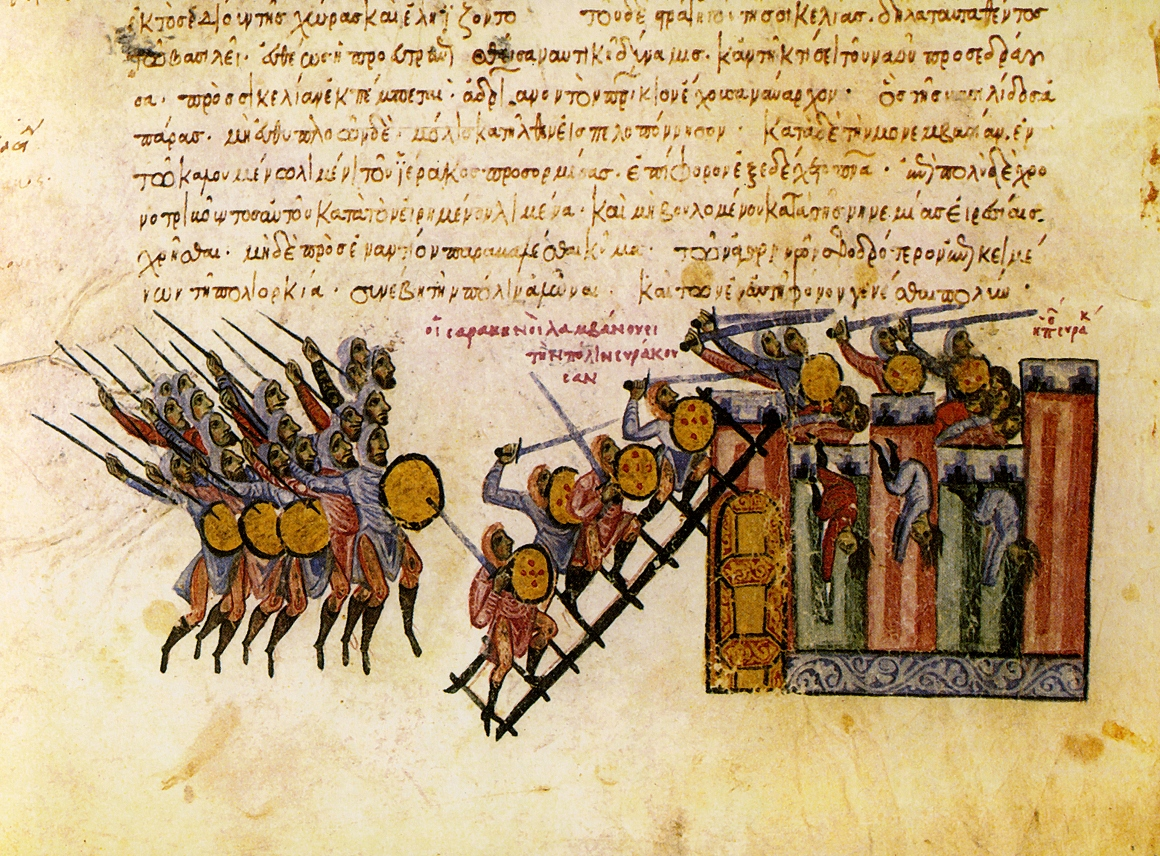
نمایی از مینیاتور فتح سیراکوز توسط اعراب مسلمان

گشایش جزیرهٔ سیسیل از سوی مسلمانان از سال ۸۲۷ میلادی آغاز شد و تا سال ۹۰۲، سال سرنگونی آخرین دژ مهم بیزانسیان در جزیره، تائورمینا، به درازا انجامید. برج و باروهای منزوی شده‌ای در سواحل جزیره باقی ماند، ولی فرمانروایی مسلمانان تا سدهٔ یازدهم و تصرف جزیره این بار به دست نورمن‌ها پابرجا بود.
اگرچه سیسیل از میانهٔ سدهٔ هفتم میلادی گاه و بیگاه از سوی مسلمانان مورد تاخت و تاز بود، این یورشها کنترل بیزانس بر جزیره را تهدید نمی‌کردند. ستارهٔ بخت فرمانروایان اغلبیِ افریقیه سال ۸۲۷ زمان امپراتوری میخائیل دوم و هنگامی برآمد که ایفیمیوس، فرماندهِ ناوگان مستقر در جزیره، بر امپراتوری بیزانس شورید. ایفیمیوس که از وفاداران به امپراتوری شکست خورده و از جزیره بیرون رانده شده بود، از اغلبیان کمک خواست. اغلبیان که این را فرصتی برای گسترش قلمرو، چیرگی بیشتر بر نیروهای نظامی و کم کردن انتقادات دانشمندان دینی دربارهٔ «جهاد» می‌دانستند نیروهایشان را برای کمک به ایفیمیوس گسیل داشتند.
درآمدن نیروهای عرب به جزیره، به کنار رانده شدن ایفیمیوس را در پی داشت. یورش نخستین به پایتخت جزیره، سیراکوز، شکست خورد، ولی مسلمانان توانستند ضد حمله‌های بعدی بیزانسیان را تاب آورند و جاپای خود را در برخی برج و باروهای جزیره نگه دارند. با کمک تدارکات و نیروهای تازه نفسِ رسیده از افریقیه و آندلس، نیروهای مسلمان توانستند شهر پالرمو را بگیرند و آن را به عنوان پایتخت بخشی از جزیره که بدان چیرگی داشتند، برگزیدنند.
دولت بیزانس برای کمک به بومیان جزیره چند بار نیروهای کمکی فرستاد، ولی به دلیل درگیری‌های مرزی با خلافت عباسی در سرزمین‌های خاوری امپراتوری و نیروهای عربی که در جزیرهٔ کرت در دریای اژه نشیمن داشتند، نیروی بسنده برای بیرون راندن اغلبیان از سیسیل در دسترس نبود. در سه دههٔ بعدی تاخت‌های مسلمانها به دیگر بخشهای سیسیل سخت‌تر شد.
دژ انا در میانهٔ جزیره پشت گرمی اصلی بیزانسیان در رویارویی با یورش‌های اغلبی بود، اما این دژ نیز در سال ۸۵۹ برافتاد. با این رخداد فشار بر بخشهای خاوری جزیره بیشتر شد و سیراکوز پس از محاصره ای طولانی در سال ۸۷۸ به دست مسلمانها افتاد. برخی از دژهای بیزانسی در شمال خاوری جزیره برای چند دهه دیگر هم پابرجا ماندند و تا سدهٔ ۱۱ میلادی نیز تلاش‌هایی برای بازپس‌گیری جزیره رخ داد، ولی چیرگی مسلمانان بر جزیره چندان به چالش کشیده نشد. سرنگونی واپسین دژ بزرگ بیزانسی، تائورمینا، در سال ۹۰۲، در تاریخ کامل شدن گشایش اسلامی سیسیل شمرده می‌شود.
سیسیل در دورهٔ فرمانروایی مسلمانها سرزمینی مرفه شد و اندک اندک خود را از افریقیه جدا کرد و به امارتی نیمه مستقل دگرگون شد. جمعیت مسلمان جزیره گشایش نورمنیِ دههٔ ۱۰۶۰ را از سر گذراند، زیر فرمانروایی شاهان نورمن همچنان ثروت و رفاه خود را نگهداشت و یک ترکیب فرهنگی ویژه در سیسیل زاده شد؛ ولی با شکست شورش مسلمانان در دههٔ ۱۲۲۰، آنان به سوی شهر لوچرا در خاک اصلی ایتالیا بیرون رانده شدند.